# Аја Шимокозуру
Аја Шимокозуру (јап. 下小鶴 綾; 7. јун 1982) бивша је јапанска фудбалерка.

## Репрезентација
За репрезентацију Јапана дебитовала је 2004. године. Са репрезентацијом Јапана наступала је на Олимпијским играма (2004). За тај тим одиграла је 28 утакмица.

## Статистика
| Јапан  | Јапан | Јапан |
| Год.   | Ута.  | Гол.  |
| ------ | ----- | ----- |
| 2004   | 10    | 0     |
| 2005   | 5     | 0     |
| 2006   | 11    | 0     |
| 2007   | 1     | 0     |
| 2008   | 1     | 0     |
| Укупно | 28    | 0     |